# ملیحه نصیری
حکیمه ایمانقزی با نام هنری ملیحه نصیری (۱۳۰۵ – ۲۳ دی ۱۳۸۱) بازیگر اهل ایران بود.

## کارنامه هنری

### سینما
- تحفه هند (۱۳۷۳)
- آقای شانس (۱۳۷۳)
- افسانه دو خواهر (۱۳۷۳)
- دو روی سکه (۱۳۷۱)
- بانو (۱۳۷۰)
- شانس زندگی (۱۳۷۰)
- افسانه آه (۱۳۶۹)
- عشق و مرگ (۱۳۶۹)
- آخرین مهلت (۱۳۶۸)
- گل مریم (۱۳۶۶)
- طلسم (۱۳۶۵)
- طغیان (۱۳۶۴)
- گره (۱۳۶۴)
- یوزپلنگ (۱۳۶۴)
- شکار در شب (۱۳۶۳)
- مردی که زیاد می‌دانست (۱۳۶۳)
- مزدوران (۱۳۶۳)
- سیم خاردار (۱۳۶۰)
- عصیانگران (۱۳۶۰)
- قدیس (۱۳۶۰)
- مسافر شب (۱۳۵۹)
- برادرکشی (۱۳۵۷)
- خیابانی‌ها (۱۳۵۷)
- زخم خنجر رفیق (۱۳۵۷)
- زرخرید (۱۳۵۷)
- تازه عروس (۱۳۵۶)
- خان نایب (۱۳۵۶)
- روزهای بی‌خبری (۱۳۵۶)
- غربتی‌ها (۱۳۵۶)
- فریاد زیر آب (۱۳۵۶)
- کلام حق (۱۳۵۶)
- مشکل آقای اعتماد (۱۳۵۶)
- بت‌شکن (۱۳۵۵)
- بی نشان (۱۳۵۵)
- بیدار در شهر (۱۳۵۵)
- پاداش یک مرد (۱۳۵۵)
- تنها حامی (۱۳۵۵)
- جاهل و رقاصه (۱۳۵۵)
- جدال (۱۳۵۵)
- سیاه بخت (۱۳۵۵)
- سینه‌چاک (۱۳۵۵)
- غرور و تعصب (۱۳۵۵)
- قاصدک (۱۳۵۵)
- وقتی که آسمان بشکافد (۱۳۵۵)
- انگشت‌نما (۱۳۵۴)
- فرار از حجله (۱۳۵۴)
- کینه (۱۳۵۴)
- مرد ناآرام (۱۳۵۴)
- همسفر (۱۳۵۴)
- هوس (۱۳۵۴)
- ممل آمریکایی (۱۳۵۳)
- الکی خوش (۱۳۵۳)
- جوجه فکلی(۱۳۵۳)
- دکتر و رقاصه (۱۳۵۳)
- سازش (۱۳۵۳)
- شوهر کرایه‌ای (۱۳۵۳)
- هیاهو (۱۳۵۳)
- عروس و مادر شوهر (۱۳۵۲)
- قصه ماهان (۱۳۵۲)
- مکافات (۱۳۵۲)
- هشتمین روز هفته (۱۳۵۲)
- آخرین نبرد (۱۳۵۱)
- آشوبگر (۱۳۵۱)
- فتنه چکمه پوش (۱۳۵۱)
- یک میلیونر و دو مفلس (۱۳۵۱)
- الکلی (۱۳۵۰)
- کلبه‌ای آن‌سوی رودخانه (۱۳۵۰)
- پابرهنه‌ها (۱۳۴۷)
- اهریمن زیبا (۱۳۴۱)
- قربون خودم (۱۳۴۱)

### تلویزیون
| سال  | نام            | سمت    | کارگردان      | توضیحات              |
| ---- | -------------- | ------ | ------------- | -------------------- |
| ۱۳۷۸ | خانه بخت       | بازیگر | شاپور قریب    |                      |
| ۱۳۷۷ | فکر پلید       | بازیگر | محسن شاه‌محمدی | شبکه ۱               |
| ۱۳۷۷ | راز تنهایی     | بازیگر | محمود رضایی   | سیمای خانواده شبکه ۱ |
| ۱۳۷۱ | خانه من کجاست؟ | بازیگر | محمد حسن‌زاده  | شبکه ۱               |
| ۱۳۷۰ | برگ‌ریزان       | بازیگر | محسن شاه‌محمدی | شبکه ۱               |
| ۱۳۶۹ | پیک سحر        | بازیگر | خسرو ملکان    | شبکه ۱               |
| ۱۳۵۶ | به دنبال بنفشه | بازیگر | منصور پورمند  | تلویزیون ملی ایران   |